# Косметическая стоматология
Косметическая или эстетическая стоматология — одно из направлений стоматологии, с помощью которого происходит корректировка формы, цвета зубов, а также их украшение.

## История эстетической стоматологии
Об эстетической привлекательности зубов люди стали задумываться ещё 4 тысячи лет назад. В разных странах этот процесс происходил по-разному.
В Японии женщины и мужчины красили зубы в черный цвет. Замужние женщины таким образом отличались от незамужних, а мужчины-самураи подчеркивали верность своему хозяину. Кроме того, черный цвет зубов контрастировал с белым цветом кожи, создавая тем самым особую красоту.
Некоторые представители Африканских племен обтачивали зубы.
Индейцы Майя украшали свои зубы с помощью полудрагоценных камней и использовали специальные пломбы для резцов также для украшения.
В 1-2 веке был установлен первый протез взамен утраченных зубов, скреплен он был золотой проволокой.
Сам термин «эстетическая стоматология» появился в 60-70 годах 20 века в США. На сегодняшний день эстетическая стоматология является едва ли не самой востребованной услугой, многих заботит не только здоровье зубов, но и их внешний вид.Благодаря современным методам и материалам можно выполнить практически все пожелания клиента по форме, цвету зубов.

## Какие цели достигаются
- Исправление прикуса.
- Реставрация зубов (восстановление цвета и формы).
- Украшение зубов.
- Коронки и мосты.
- Отбеливание зубов.
- Наращивание зубов.